# Rhampholeon spinosus
Rhampholeon spinosus — вид ігуаноподібних ящірок родини хамелеонових (Chamaeleonidae). Ендемік Танзанії.

## Поширення і екологія
Rhampholeon spinosus мешкають в горах Усамбара на північному сході Танзанії. Вони живуть у вологих гірських тропічних лісах, трапляються в чагарникових заростях на узліссях. Зустрічаються на висоті понад 700 м над рівнем моря. R. spinosus ведуть більш деревний спосіб життя, ніж інші представники роду Rhampholeon. Самиці цього виду відкладають дві кладки по два яйця в кожній.

## Збереження
МСОП класифікує цей вид як такий, що перебуває під загрозою зникнення. Rhampholeon spinosus загрожує знищення природного середовища.